# Federal Kidnapping Act
Després del segrest i assassinat del fill de Charles Lindbergh, el Congrés dels Estats Units va adoptar un estatut federal de segrestos conegut com la Llei Federal de Segrest (originalment Federal Kidnapping Act, en anglès) 18 U.S.C. § 1201(a)(1). Popularment és coneguda com la Llei Lindbergh o Petita Llei Lindbergh (originalment Little Lindbergh Law, en anglès) -que pretenia deixar que les autoritats federals intervinguesin i perseguisin segrestadors, una vegada que havien creuat les fronteres estatals amb la seva víctima. La llei va entrar en vigor el 1932.
La teoria darrere de la Llei Lindbergh era que la intervenció de les autoritats federals era necessària, ja que els agents de l'ordre estatals i locals no podien perseguir els segrestadors en altres estats. Des de l'aplicació de la llei federal, agents de l'FBI i d'altres, van començar a tenir autoritat nacional d'aplicació de la llei, el Congrés creia que podien fer un treball molt més eficaç i fer front als segrestos.